# Luftverkehrsgesellschaft Ruhrgebiet

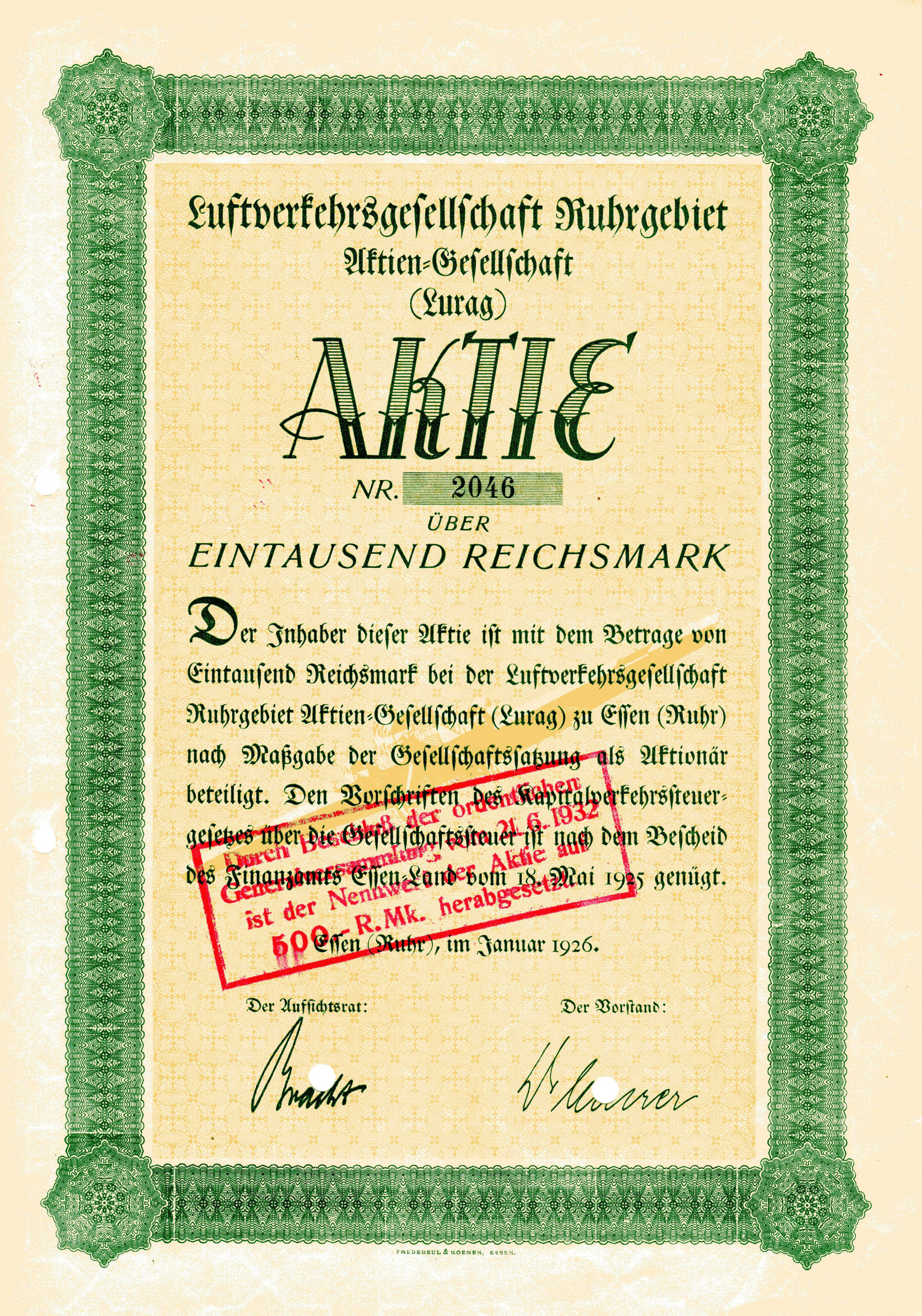
Aktie über 1000 RM der Luftverkehrsgesellschaft Ruhrgebiet AG (LURAG) vom Januar 1926

Die Luftverkehrsgesellschaft Ruhrgebiet A. G., kurz LURAG, war eine der zahlreichen Fluggesellschaften unter dem Dach des Junkers-Luftverkehrs mit Sitz in Essen.

## Geschichte
Die Gesellschaft wurde am 24. Februar 1925 mit einem Gesellschaftskapital von 2,5 Mio. RM gegründet (eingeteilt in Aktien zu je 1000 RM, davon 2267 ausgegebene Aktien und 233 Vorratsaktien) und war mit zehn Flugzeugen ausgestattet (je fünf Junkers F 13 und fünf Junkers G 24). 1926 schloss sich die LURAG mit anderen Gesellschaften zu der Deutschen Luft Hansa AG zusammen. Die Flugzeuge der LURAG gingen in den Besitz der Luft Hansa über, und die LURAG war mit 1,2 Mio. RM am Gesamtkapital von 25 Mio. RM der Deutschen Luft Hansa AG beteiligt. Der letzte Geschäftsbericht der LURAG stammt aus dem Jahre 1935 und die Gesellschafter lösten die LURAG am 1. April 1936 auf.

## Flughäfen und Flugziele
Die Maschinen starteten hauptsächlich vom Flughafen Essen/Mülheim und flogen Linien nach Amsterdam, Berlin, Bremen, Breslau, Dresden, Erfurt, Frankfurt am Main, Hamburg, Kassel, Leipzig, Mannheim, München, Nürnberg und Stuttgart.
Wegen der Ruhrbesetzung von 1923 bis 1925 musste die LURAG jedoch vom 10. Mai 1925 bis zum 30. August 1925 auf einen Flugplatz nördlich von Dorsten-Holsterhausen ausweichen. Im besetzten Gebiet und in der neutralen Zone, zu welcher das Ruhrgebiet gehörte, war der Luftverkehr nämlich verboten. Dieser Flugplatz lag an der Landstraße zwischen Dorsten und Erle (der heutigen Bundesstraße 224) in der damaligen Herrlichkeit Lembeck, etwa an der Grenze Üfter Mark/Rhader Mark. Zum 1. September 1925 erfolgte die Rückverlegung des Flugbetriebes von Dorsten auf den Flughafen Essen/Mülheim.
Bereits am 23. Dezember 1925 wurde der Luftverkehr der LURAG auf Betreiben des Reichsverkehrsministeriums eingestellt zu Gunsten der in Gründung befindlichen Deutschen Luft Hansa AG (6. Januar 1926). Ab dem 5. Oktober 1927 starteten drei Linien vom Flugfeld Golzheimer Heide, dem gerade eröffneten Flughafen Düsseldorf, in Richtung Malmö, Berlin und München. LURAG-Flugplätze waren Essen/Mülheim, Düsseldorf, Krefeld und der nur kurzlebige Wasserflughafen Duisburg (Sommer 1927), für die Flugstrecke Duisburg-Rotterdam.